# 290P/Jäger
290P/Jäger est une comète périodique du système solaire, découverte le 24 octobre 1998 par Michael Jäger.